# V349 Девы
V349 Девы (лат. V349 Virginis), HD 126516 — тройная звезда в созвездии Девы на расстоянии приблизительно 347 световых лет (около 106 парсек) от Солнца. Возраст звезды определён как около 2,1 млрд лет.
Пара первого и второго компонентов — двойная затменная переменная звезда типа Алголя (EA). Визуальная звёздная величина звезды — от +8,34m до +8,29m. Орбитальный период — около 2,1241 суток.
Переменность открыта Джеральдом Хэндлером в 1999 году, классифицирована Себастьяном А. Отеро и Патриком Вилсом в 2005 году*.

## Характеристики
Первый компонент — жёлто-белая звезда спектрального класса F2, или F2-3V, или F3V, или F5V. Масса — около 1,34 солнечной, радиус — около 1,66 солнечного, светимость — около 4,42 солнечной. Эффективная температура — около 6566 K.
Второй компонент — красный карлик спектрального класса M. Масса — около 0,28 солнечной, радиус — около 0,3 солнечного, светимость — около 0,008 солнечной. Эффективная температура — около 3100 K.
Третий компонент — красный карлик спектрального класса M. Масса — около 80,51 юпитерианской (0,07685 солнечной). Орбитальный период — около 702,71 суток. Удалён в среднем на 1,673 а.е..